# Рома ТВ
 Тази статия е за ТВ канала.  За албума на Слави Трифонов вижте Рома ТВ (албум).  
Рома ТВ е български телевизионен канал.

## История
Първата национална ромска телевизия в България започва излъчване на 1 юни 2015. Програмата на телевизията е музикална. Излъчва по интернет и чрез кабелни оператори в България.